# 徐彪南
徐彪南（1900年—1984年），男，江苏宜兴人，中国内科学家，曾任云南省立昆华医院副院长，第二届、第三届云南省人民委员会委员，第五届全国政协委员。